# Ángel Santos Ruiz
Ángel Santos Ruiz (Reinosa, 19 de julio de 1912-Madrid, 23 de abril de 2005) fue un bioquímico y catedrático español, que tuvo un papel importante en la difusión de la bioquímica en España.

## Biografía
Nació en la localidad cántabra de Reinosa el 19 de julio de 1912. Tras realizar estudios de Farmacia, en 1940 obtuvo la cátedra de Química Biológica en la Facultad de Farmacia —de la que sería decano— de la Universidad Central de Madrid. En 1955 llegaría a ser nombrado presidente del Comité Nacional de Bioquímica, con Alberto Sols como secretario, y en 1963 fue uno de los fundadores de la Sociedad Española de Bioquímica. Tuvo un papel importante en la difusión de la bioquímica en España.
En 1964 se le concedió la Gran Cruz de la Orden de Alfonso X el Sabio. También fue presidente de la Real Academia Nacional de Farmacia —de la que fue académico numerario desde 1941 con la medalla 27, y académico de número de la Real Academia Nacional de Medicina—, desde 1991, con la medalla 13. Fue, así mismo, doctor honoris causa por las universidades de René Descartes (Sorbona, 1973), Santander (1982), Alcalá de Henares (1987) y Navarra (1989).
Contrajo matrimonio el 4 de diciembre de 1941, con María del Carmen Díaz-Hernández Agero, en una ceremonia presidida por Josemaría Escrivá. Tuvieron cuatro hijos.
Fue miembro supernumerario del Opus Dei desde 1948.
Falleció en Madrid el 23 de abril de 2005.